# Living in a Box (single)
Living in a Box is een nummer van de gelijknamige Britse band uit 1987. Het is eerste single van hun debuutalbum, dat ook Living in a Box heet.
De inspiratie voor het nummer kwam van een vriend van toetsenist Marcus Vere. De vriend woonde in een kleine flat in Sheffield en voelde zich daar opgesloten, wat hij omschreef als: "I feel like I'm living in a cardboard box!" ("Ik voel me alsof ik leef in een kartonnen doos!"). Het nummer betekende de doorbraak voor Living in a Box en leverde de band meteen een wereldhit op. In het Verenigd Koninkrijk bereikte het de 5e positie. Ook in het Nederlandse taalgebied werd het nummer een hit; met een 10e positie in de Nederlandse Top 40 en een 20e positie in de Vlaamse Radio 2 Top 30.